# 惡行 (電視劇)
《惡行》（英語：The Act）是一部美國犯罪題材劇情網絡劇集，定於2019年3月20日在Hulu首播。該影集改編自迪迪·布朗夏爾謀殺案。

## 概要
《惡行》改編自迪迪·布朗夏爾謀殺案真實故事改編，講述一個名叫吉普希·布兰查德的少女試圖逃離控制欲極強的母親，她對獨立自由的追求像是打開了潘多拉魔盒，最終導致謀殺慘案的發生……

## 演員與角色
- 派翠西亞·艾奎特 飾演 迪·迪·布朗夏爾（英语：Murder of Dee Dee Blanchard）

- 喬伊·金 飾演 吉普賽·布朗夏爾（Gypsy Blanchard）

- 科洛·塞维尼 飾演 梅爾（Mel）

- 安娜蘇菲亞·羅伯 飾演 萊西（Lacey）

- 卡倫·沃西 飾演 尼克（Nick）

## 製作

### 開發
2017年7月21日，Hulu宣佈開發本劇。第一季的劇本由米歇爾·迪恩和尼克·安托斯卡根據迪恩在BuzzFeed網站上的一篇真實的新聞報道撰寫，文章標題為「迪迪想讓女兒生病，吉普賽想讓母親被殺。」2016年，瑞特·拉吉取得了文章的影視改編權，環球有線製作公司開始投入製作。
2018年5月18日，Hulu預訂本劇。米歇爾·迪恩和尼克·安托斯卡擔任劇集的聯合主理人，並與格雷格·謝珀德和布里頓·里齊奧一同擔當執行製片人.。8月1日，報道稱勞雷·德·克萊蒙特-托納爾將執導第一集。12月20日，Hulu確認該劇將於2019年3月20日首播。

### 選角
2018年9月，報道稱派翠西亞·艾奎特、喬伊·金、科洛·塞维尼和安娜蘇菲亞·羅伯將出演劇中角色。10月2日，卡倫·沃西確認加入劇組。

### 拍攝
第一季在喬治亞州埃芬漢縣的主體拍攝計劃始於2018年10月，終於2019年2月。

## 劇集
| 總集數 | 集數 （季） | 標題                         | 導演                    | 編劇                               | 首播日期      |
| ------ | ----------- | ---------------------------- | ----------------------- | ---------------------------------- | ------------- |
| 1      | 1           | 美夢屋 La Maison du Bon Reve | 勞雷·德·克萊蒙特-托納爾 | 尼克·安托斯卡、米歇爾·迪恩         | 2019年3月20日 |
| 2      | 2           | 齲齒 Teeth                   | 勞雷·德·克萊蒙特-托納爾 | 丹·迪茨                            | 2019年3月20日 |
| 3      | 3           | 兩匹金剛狼 Two Wolverines    | 亞當·阿金               | 羅賓·威思                          | 2019年3月27日 |
| 4      | 4           | 深閨在養 Stay Inside         | 克里斯蒂娜·喬           | 米歇爾·迪恩                        | 2019年4月3日  |
| 5      | 5           | 備用方案 Plan B              | 史蒂文·皮特             | 尼克·安托斯卡、麗莎·龍             | 2019年4月10日 |
| 6      | 6           | 完全新世界 A Whole New World | 勞雷·德·克萊蒙特-托納爾 | 希瑟馬里昂                         | 2019年4月17日 |
| 7      | 7           | 鴛鴦大盜 Bonnie & Clyde      | 丹迪茨、羅賓·威思       | 漢娜·菲德爾                        | 2019年4月24日 |
| 8      | 8           | 自由 Free                    | 史蒂文·皮特             | 尼克·安托斯卡、米歇爾迪恩、麗莎·龍 | 2019年5月1日  |

## 宣傳與發行
2018年12月20日，劇集公佈第一張劇照，展示了派翠西亞·艾奎特和喬伊·金分別飾演的迪·迪·布朗夏爾和吉普賽·布朗夏爾。

## 資料來源
1. 1 2  Petski, Denise. . Deadline Hollywood. 2018-05-18  [2018-12-11]. （原始内容存档于2018-08-25） （美国英语）.
2. ↑  Petski, Denise. . Deadline Hollywood. 2017-07-21  [2018-12-11]. （原始内容存档于2018-12-14） （美国英语）.
3. ↑  Goldberg, Lesley. . The Hollywood Reporter. 2018-05-18  [2018-12-11]. （原始内容存档于2019-04-01） （美国英语）.
4. ↑  Holloway, Daniel. . Variety. 2018-09-15  [2018-12-11]. （原始内容存档于2018-09-06） （美国英语）.
5. 1 2 3  Schwartz, Dana. . 娛樂周刊. 2018-12-20  [2018-12-25]. （原始内容存档于2018-12-24） （美国英语）.
6. ↑  Andreeva, Nellie. . Deadline Hollywood. 2018-09-05  [2018-12-11]. （原始内容存档于2018-10-28） （美国英语）.
7. ↑  Andreeva, Nellie. . Deadline Hollywood. 2018-09-06  [2018-12-11]. （原始内容存档于2018-10-29） （美国英语）.
8. ↑  Andreeva, Nellie; Petski, Denise. . Deadline Hollywood. 2018-09-12  [2018-12-11]. （原始内容存档于2018-11-18） （美国英语）.
9. ↑  Pedersen, Erik. . Deadline Hollywood. 2018-10-02  [2018-12-11]. （原始内容存档于2018-12-14） （美国英语）.
10. ↑  Rigsby, G.G. . Savannah Morning News. 2018-11-27  [2018-12-11]. （原始内容存档于2018-12-03） （美国英语）.

## 外部連結
- 互联网电影数据库（IMDb）上《惡行》的资料（英文）